# AN/SPG-62

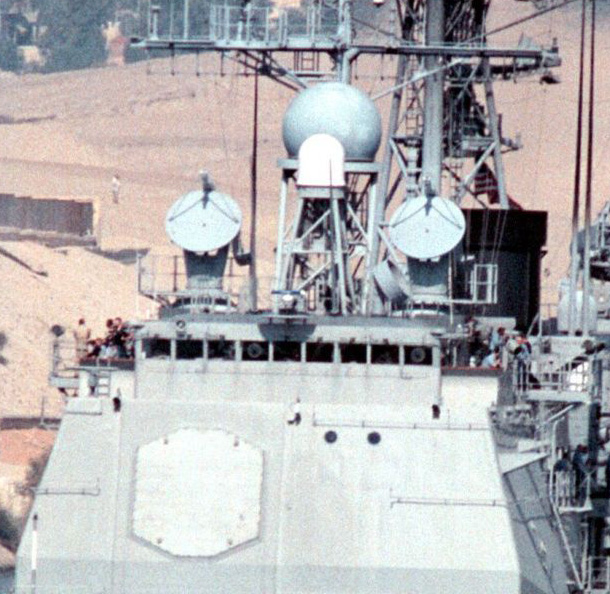
Die beiden SPG-62 Radare sind gut über der Kommandobrücke zu erkennen

Das AN/SPG-62 (JETDS-Bezeichnung) ist ein schiffgestütztes Feuerleitradar, welches von dem US-Konzern Radio Corporation of America produziert wird.

## Beschreibung
Das SPG-62 dient der Steuerung von Standard Missile 2 Lenkwaffen und ist speziell für den Einsatz auf Aegis-Schiffe konzipiert. Es wird von der Radio Corporation of America (inzwischen Teil von Thomson/Bertelsmann) produziert und ist Teil der Mk 99 Feuerleitanlage. Das System arbeitet im Frequenzbereich von 8 bis 20 GHz und arbeitet mit einer konstanten Leistung von 10 kW. Durch moderne Technologien ist die Hauptkeule extrem schmal, wodurch eine sehr genaue Zielverfolgung bei vergleichsweise geringem Energieeinsatz erreicht werden kann. Des Weiteren kann das SPG-62 auch als rudimentäres Suchradar eingesetzt werden.

## Plattformen
- Vereinigte Staaten: Ticonderoga-Klasse, Arleigh-Burke-Klasse
- Spanien: Álvaro-de-Bazán-Klasse
- Japan: Maya-Klasse, Atago-Klasse, Kongō-Klasse